# Eugnosta fernandoana
Eugnosta fernandoana es una especie de polilla de la tribu Cochylini, familia Tortricidae. Fue descrita científicamente por Razowski & Becker en 2007.

## Descripción
Su envergadura es de 12.5 mm. El color base de las alas anteriores es gris blanquecino, con marcas blancas a lo largo de los bordes, en la parte media de la costa y a lo largo de la vena CuA2. El área restante está teñida y ligeramente rayada con gris. Las alas posteriores son gris parduzcas oscuras.

## Distribución
Se encuentra en México (Tamaulipas).

## Etimología
El nombre de la especie se refiere a la localidad tipo.